# 堺市立三宝小学校
堺市立三宝小学校（さかいしりつ さんぼう しょうがっこう）は、大阪府堺市堺区三宝町にある公立小学校。
旧三宝村域を校区とする。校名の「三宝」は三宝村の地名からとられているが、16世紀から17世紀にかけて多くの新田が作られ、その中でも南島、山本、松屋の3つの新田が住民に恵みもたらせるという意味から明治22年に3つの宝の村、すなわち三宝村と名付けられた。

## 沿革

### 年表
- 1908年9月1日 - 三宝尋常小学校として創立。
- 1926年10月1日 - 堺市に編入され、堺市三宝尋常小学校と改称。
- 1941年4月1日 - 国民学校令により、堺市三宝国民学校に改称。
- 1947年4月1日 - 学制改革により、堺市立三宝小学校に改称。

## 通学区域
- 堺市堺区 海山町、神南辺町、三宝町、塩浜町、匠町、築港八幡町、鉄砲町、松屋町、松屋大和川通、緑町、南島町、山本町

卒業生は堺市立月州中学校に進学する。

## 交通
- 南海本線 七道駅 下車、西へ約1299m（徒歩約13分）